# Кириллов (городское поселение)
Городско́е поселе́ние го́род Кири́ллов — муниципальное образование в Кирилловском районе Вологодской области Российской Федерации.
Административный центр — город Кириллов.

## География
Муниципальное образование расположено в центре района. Граничит на севере с Липовским, на западе и юге с Алёшинским, на востоке с Ферапонтовским сельскими поселениями.

## История
Статус и границы городского поселения установлены Законом Вологодской области от 6 декабря 2004 года № 1116-ОЗ «Об установлении границ Кирилловского муниципального района, границах и статусе муниципальных образований, входящих в его состав».
Законом Вологодской области от 25 июня 2015 года № 3691-ОЗ городское поселение город Кириллов и сельское поселение Горицкое были преобразованы в городское поселение город Кириллов.

## Население
| 2010  | 2011  | 2012  | 2013  | 2014  | 2015  | 2016  |
| ----- | ----- | ----- | ----- | ----- | ----- | ----- |
| 7733  | ↘7715 | ↘7637 | ↘7567 | ↘7520 | ↘7447 | ↗7990 |
| 2017  | 2018  | 2019  | 2020  | 2021  | 2023  |       |
| ↗8034 | ↘8014 | ↗8027 | ↘8021 | ↘7587 | ↘7487 |       |

## Состав городского поселения
| №  | Населённый пункт | Тип населённого пункта        | Население |
| -- | ---------------- | ----------------------------- | --------- |
| 1  | Бахлычево        | деревня                       | ↘0        |
| 2  | Бозино           | деревня                       | 0         |
| 3  | Горицы           | село                          | ↘457      |
| 4  | Горка            | деревня                       | 0         |
| 5  | Ермаково         | деревня                       | 0         |
| 6  | Заречье          | деревня                       | 0         |
| 7  | Звоз             | деревня                       | 4         |
| 8  | Кириллов         | город, административный центр | ↘7069     |
| 9  | Кудряшово        | деревня                       | 7         |
| 10 | Курикаево        | деревня                       | ↘0        |
| 11 | Лимоново         | деревня                       | 0         |
| 12 | Макутино         | деревня                       | 0         |
| 13 | Маура            | местечко                      |           |
| 14 | Митино           | деревня                       | 0         |
| 15 | Никулино         | местечко                      | 6         |
| 16 | Пресняково       | деревня                       | 0         |
| 17 | Пружинино        | деревня                       | 0         |
| 18 | Родино           | деревня                       | 0         |
| 19 | Сандырево        | деревня                       | 0         |
| 20 | Саутино          | деревня                       | 3         |
| 21 | Тихоново         | деревня                       | 0         |
| 22 | Трофимово        | деревня                       | 0         |
| 23 | Шидьеро          | деревня                       | ↘17       |
| 24 | Шортино          | деревня                       | ↘6        |
| 25 | Шумилово         | деревня                       | →0        |
| 26 | Щёлково          | деревня                       | 7         |
| 27 | Якшино           | деревня                       | 3         |